# Hitrostno drsanje na kratke proge na Zimskih olimpijskih igrah 2010
Hitrostno drsanje na kratke proge na Zimskih olimpijskih igrah 2010.

## Dobitniki medalj

### Moški
| Tekma                      | Zlato | Srebro                                                                             | Bron                                                                        |
| 500 m podrobnosti          | Charles Hamelin                                                                                           | Sung Si-Bak                                                                        | François-Louis Tremblay                                                     |
| 1000 m podrobnosti         | Li Jung-Su                                                                                                | Li Ho-Suk                                                                          | Apolo Ohno                                                                  |
| 1500 m podrobnosti         | Lee Džung-Su                                                                                              | Apolo Ohno                                                                         | J. R. Celski                                                                |
| 5000 m štafeta podrobnosti | Kanada · Charles Hamelin · François Hamelin · Olivier Jean · François-Louis Tremblay · Guillaume Bastille | Južna Koreja · Kvak Joon-Gi · Li Ho-Suk · Li Jung-Su · Sung Si-Bak · Kim Seoung-Il | ZDA · J. R. Celski · Travis Jayner · Jordan Malone · Apolo Ohno · Simon Cho |

### Ženske
| Tekma                      | Zlato                                                    | Srebro                                                                      | Bron                                                                     |
| 500 m podrobnosti          | Vang Meng                                                | Marianne St-Gelais                                                          | Arianna Fontana                                                          |
| 1000 m podrobnosti         | Vang Meng                                                | Katherine Reutter                                                           | Park Seung-Hi                                                            |
| 1500 m podrobnosti         | Džu Jang                                                 | Li Eun-Bjul                                                                 | Park Seung-Hi                                                            |
| 3000 m štafeta podrobnosti | Kitajska · Sun Linlin · Vang Meng · Džang Hui · Žou Jang | Kanada · Jessica Gregg · Kalyna Roberge · Marianne St-Gelais · Tania Vicent | ZDA · Kimberly Derrick · Alyson Dudek · Lana Gehring · Katherine Reutter |